# Hørsholm 79ers
Hørsholm 79ers er en basketballklub fra Hørsholm med hjemmebane i Hørsholm Hallen. Hørsholm 79ers blev etableret i 2007, som en overbygning til Hørsholm Basketball Klub, som også skiftede navn til Hørsholm 79ers i 2014. Klubben blev – som navnet antyder – stiftet i 1979. Dameholdet spiller i landets bedste række Dameligaen, mens herreholdet spiller i 1. Division.
Klubben har vundet 51 danske mesterskaber for ungdomshold samt otte for seniordamer og to for seniorherrer. Herudover er det vundet en mængde pokaltitler for ungdom og to for seniordamer.

## Klubbens historie
Klubben blev stiftet den 4. december 1979 på Hørsholm Skole på baggrund af en start som "interessegruppe" på skolen i 1978. Siden starten har klubben haft flotte resultater på ungdomssiden og vundet mange DM-titler, pokalmesterskaber mv.

### Første danmarksmesterskab for seniorer
I 1991 vandt klubben sit første danmarksmesterskab for seniorer, da herreholdet sikrede sig guldet. I 1993 gentog holdet bedriften. Dameholdet har vundet mesterskabet otte gange: 1996, 2004, 2005, 2006, 2007, 2008, 2010 og 2015.

### Etablering af 79ers
79ers blev etableret i efteråret 2007, og både Hørsholms dame- og herrehold spillede deres første kampe under det nye navn den 27. oktober 2007. Målsætningen for klubben var at vinde DM for både damer og herrer, og ideen med at udskille de bedste hold i et anpartsselskab var, at man derved kunne tiltrække de sponsorer, som kunne give den nødvendige økonomi. Hovedanpartshaver i selskabet er Hørsholm Basketball Klub, mens en række erhvervsfolk er medejere. Sportsdirektør ved stiftelsen er Peter Damm, som selv var med til at vinde klubbens to danmarksmesterskaber for herrer.

## Resultater

### Herreholdet
| År        | Liga         | W/L   | Grundspil   | Slutspil          | Medalje |
| --------- | ------------ | ----- | ----------- | ----------------- | ------- |
| 2018/2019 | 1. Div       | 6/9   | 4th i Øst 1 | Mellemspil        |         |
| 2017/2018 | Basketligaen | 12/9  | 4th         | Kvartfinale       |         |
| 2016/2017 | Basketligaen | 15/13 | 3rd         | Kvartfinale       |         |
| 2015/2016 | Basketligaen | 13/15 | 5th         | Semifinale        |         |
| 2014/2015 | Basketligaen | 9/18  | 8th         | Kvartfinale       |         |
| 2013/2014 | Basketligaen | 12/15 | 8th         | Kvartfinale       |         |
| 2012/2013 | Basketligaen | 11/16 | 7th         | Kvartfinale       |         |
| 2011/2012 | Basketligaen | 11/16 | 6th         | Kvartfinale       |         |
| 2010/2011 | Basketligaen | 16/11 | 4th         | Kvartfinale       |         |
| 2009/2010 | Basketligaen | 17/10 | 3rd         | Semifinale (tabt) | Bronze  |
| 2008/2009 | Basketligaen | 10/8  | 6th         | Kvartfinale       |         |
| 2007/2008 | Basketligaen | 11/13 | 5th         | Semifinale (tabt) |         |
| 2006/2007 | Basketligaen | 9/13  | 9th         |                   |         |
| 2005/2006 | Basketligaen | 7/13  | 8th         | Kvartfinale       |         |
| 2004/2005 | Basketligaen | 4/22  | 10th        |                   |         |
| 2003/2004 | Basketligaen | 8/10  | 6th         | Kvartfinale       |         |
| 2002/2003 | Basketligaen | 4/18  | 9th         |                   |         |

Før 2002 er der ingen ligaresultater tilgængelige på Basketligaen.dk, udover henholdsvis guld-sølv og bronzevinderne:.
| År   | Liga         | Medalje |
| ---- | ------------ | ------- |
| 1997 | Basketligaen | Sølv    |
| 1995 | Basketligaen | Sølv    |
| 1994 | Basketligaen | Bronze  |
| 1993 | Basketligaen | Guld    |
| 1991 | Basketligaen | Guld    |
| 1989 | Basketligaen | Sølv    |
| 1988 | Basketligaen | Bronze  |